# هندریک ویلم باکویس روزبوم
هندریک ویلم باکویس روزبوم (به هلندی: Hendrik Willem Bakhuis Roozeboom) (نام اصلی: Hendrik Willem Bakhuys Roozeboom) (زادهٔ ۲۴ اکتبر ۱۸۵۴ در آلکمار، هلند – درگذشتهٔ ۸ فوریهٔ ۱۹۰۷) یک دانشمند در زمینهٔ شیمی‌فیزیک اهل هلند بود.